# OBS Studio
OBS Studio（オービーエススタジオ、OBS、Open Broadcaster Software）は、OBS Projectが開発保守しているフリー・オープンなストリーミング配信・録画ソフトウェアである。
2024年1月現在、最新バージョンは30.xであり、Windows 10以降、macOS Big Sur以降、Linuxをサポートしている。

## 概要
Open Broadcaster Softwareはレコーディングとライブストリーミングに特化したフリー・オープンソースソフトウェアである。CとC++で書かれており、リアルタイムで録画・エンコーディング・ブロードキャスティングが行える。動画データの転送にはReal Time Messaging Protocol (RTMP) を使用するため、（YouTubeなど）RTMPをサポートするサイトならどこでも利用可能である。TwitchやDailymotionなどの配信サイト用に調整されたプロファイルも用意されている。エンコーディングにおいて、OBSはx264フリーソフトウェアライブラリ、Intel Quick Sync Video、Nvidia NVENCによるH.264/MPEG-4 AVCへの変換に対応している。OBS Studio 0.16.0以降ではAMD VCEが追加でサポートされた。音声はMP3またはAACでエンコードされる。
一般に「OBS」と呼ばれる場合、現行でサポートされているOBS Studioを指す。旧版の正式名称はOpen Broadcaster Softwareである。

## 歴史
当初は小さなプロジェクトだったOpen Broadcaster Softwareは、早期に多くのボランティアが集まり、OBSの改良・機能向上が急激に進んだ。2014年、クロスプラットフォームサポートのためOBS Multiplatformとして1からの再開発が始まり、のちにOBS Studioに名称変更。機能・APIがより整備された。
OBS Studioのv18.0.1で、十分な互換性・機能性の確保ができたのでOBS Classicのサポートは打ち切りとなった。なお、Classic版のダウンロードは2019年現在でも可能である。
2019年以降はNVIDIAの積極的な支援を受けており、NVIDIAのGPUであるRTXシリーズに最適化され、NVIDIA公式サイトにて設定項目の解説が掲載されるなどがされている。OBS Studio v28.0から、HDRと10 bitビデオエンコードに対応し、またmacOS版ではAppleシリコンをネイティブにサポートする。
OBS Studioのv28からは今までのイメージにポップでダーク感のある「Yami」が追加された。そのほかにもNVIDIAのグラフィックボードと相性が良く、NVIDIAのグラフィックボードを搭載しているパソコンのみのノイズキャンセリング機能が前に追加された。そのほかHDRの録画、配信に対応した。そのためAPEXなどのFPS,TPSゲームの描写も綺麗になった。などと今でもアップデートを続けている（stube）

## プラグイン
Open Broadcaster Softwareでは様々なプラグインを適用し、機能拡張することができる。プラグインはネイティブのDLLとしてロードされるが、その他.NET Frameworkを使ったラッパープラグインも扱える。

## テキストに関して
ソース項目の「テキスト」に関してWindows版は「テキスト（GDI+）」にてテキストの中央揃えが可能である。しかしMac版は「テキスト（FreeType2）」でありテキストの中央揃えが不可能である。

## 内部アーキテクチャ
OBS Studioはlibobsライブラリをコアとするモジュラー/pluggableアーキテクチャをとっている。

## 派生ソフトウェア
OBSはコアであるlibobsと各種プラグインによって構成されている。よってOBSのコア機能のみを利用し、異なるフロントエンドおよび機能を有する派生ソフトウェアを作成できる。OBS CoreとElectronを組み合わせた派生ソフトウェアにはStreamlabs OBS（SLOBS）がある。またSLOBSの派生ソフトウェアにはN Airがある。